# Lee Moran
Pour les articles homonymes, voir Moran.
Ne pas confondre avec le trompettiste de jazz américain Lee Morgan (1938-1972).

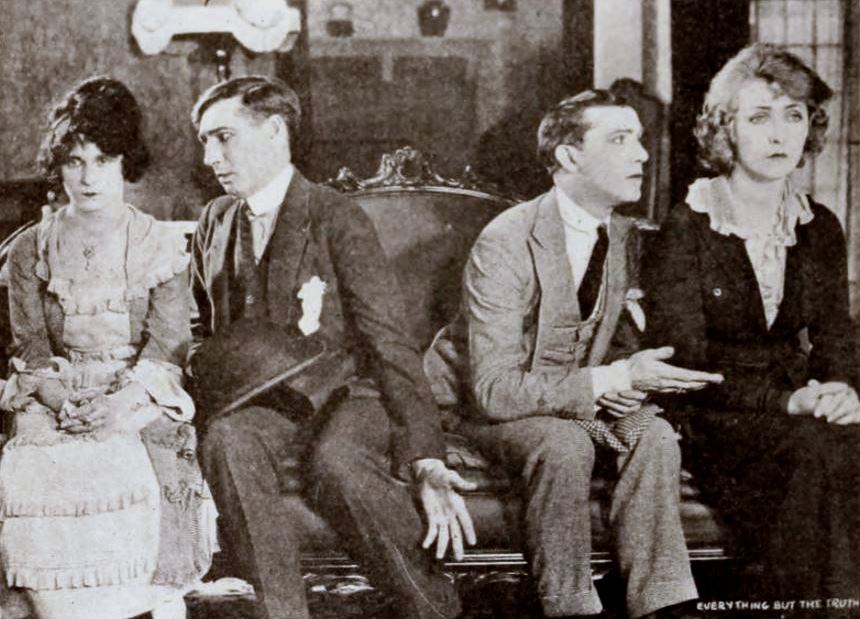
Anne Cornwall, Eddie Lyons, Lee Moran et Katherine Lewis (de g. à d.), dans Everything But the Truth (1920, réalisation de Lyons et Moran)

Leon George Brown, né le 23 juin 1888 à Chicago (Illinois) et mort le 24 juin 1961 à Los Angeles (quartier de Woodland Hills, Californie), est un acteur, réalisateur et scénariste américain, connu sous le nom de scène de Lee Moran.

## Biographie
Très actif au cinéma, Lee Moran joue dans 480 films américains entre 1912 et 1935, dont 393 courts métrages, un grand nombre de ces derniers aux côtés d'Eddie Lyons (1886-1926), par exemple An Elephant on His Hands d'Al Christie (1913, avec aussi Lon Chaney). Après le décès prématuré de son partenaire (à 39 ans), il contribue principalement à des longs métrages, les six derniers sortis en 1935.
Mentionnons également Listen Lester de William A. Seiter (1924, avec Louise Fazenda et Harry Myers), Le Temps des cerises d'Edward Sedgwick (1927, avec William Haines et Joan Crawford), Hearts in Exile de Michael Curtiz (1929, avec Dolores Costello et Grant Withers) et Grand Slam de William Dieterle (1933, avec Paul Lukas et Loretta Young).
Par ailleurs, durant la période du muet, il est un prolifique réalisateur (107 films de 1915 à 1924, généralement en association avec Eddie Lyons) et scénariste (91 films de 1915 à 1921), le plus souvent sur des courts métrages (par exception, citons le long métrage Everything But the Truth en 1920 de Lyons et Moran, avec Eddie Lyons et Anne Cornwall).
Définitivement retiré de l'écran après 1935, Lee Moran meurt en 1961, à 73 ans.  

## Filmographie partielle
(comme acteur, sauf mention contraire ou complémentaire)

### Période du muet
(CM = court métrage)
- 1912 : The Ranch Girl's Choice d'Al Christie (CM) : Lee
- 1913 : Almost an Actress d'Allen Curtis (CM) : Lee
- 1913 : An Elephant on His Hands d'Al Christie (CM) : Lee
- 1913 : A Tale of the West d'Al Christie (CM) : Lee
- 1920 : Everything But the Truth (coréalisateur avec Eddie Lyons) : Jack Elton
- 1924 : Listen Lester de William A. Seiter : William Penn
- 1924 : Gambling Wives de Dell Henderson
- 1924 : Les Badins (The Triflers) de Louis J. Gasnier : une personnalité
- 1924 : The Tomboy de David Kirkland : le shérif Hiram
- 1925 : My Lady of Whims, de Dallas M. Fitzgerald : Dick Flynn
- 1926 : La Petite Irlandaise (en) (The Little Irish Girl) de Roy Del Ruth : M. Nelson
- 1926 : Mon oncle d'Amérique (Take It from Me) de William A. Seiter : Van
- 1926 : Étoile par intérim (Her Big Night) de Melville W. Brown
- 1926 : La Reine du Jazz (Syncopating Sue) de Richard Wallace : Joe Horn
- 1927 : Le Temps des cerises (Spring Fever) d'Edward Sedgwick : Oscar
- 1928 : A Woman Against the World
- 1928 : Poupée de Broadway (en) (Show Girl) d'Alfred Santell : Denny
- 1928 : The Racket de Lewis Milestone : Pratt
- 1928 : The Actress de Sidney Franklin
- 1928 : Une affranchie (en) (Outcast) de William A. Seiter : Fred
- 1929 : Mademoiselle et son chauffeur (Children of the Ritz) de John Francis Dillon (film sonore sans dialogues)

### Période du parlant
- 1929 : La Revue en folie (On with the Show) d'Alan Crosland : Pete
- 1929 : No Defense de Lloyd Bacon : Snitz
- 1929 : Hearts in Exile de Michael Curtiz : le professeur Rooster
- 1929 : The Show of Shows de John G. Adolfi : un plombier / un soldat
- 1929 : Gold Diggers of Broadway de Roy Del Ruth : le directeur de danse
- 1929 : The Aviator de Roy Del Ruth
- 1930 : Mammy de Michael Curtiz : « Flat Feet »
- 1930 : Sweet Mama d'Edward F. Cline : Al Hadrick
- 1930 : A Soldier's Plaything de Michael Curtiz : le caporal Brown
- 1931 : Caught Plastered de William A. Seiter : un ivrogne chantant
- 1931 : Le Génie fou (The Mad Genius) de Michael Curtiz : le directeur de cabaret à Montmartre
- 1932 : Uptown New York de Victor Schertzinger
- 1933 : The Death Kiss d'Edwin L. Marin : Todd
- 1933 : Grand Slam de William Dieterle : Artie
- 1933 : Prologues (Footling Parade) de Lloyd Bacon : Mac, le directeur de danse
- 1934 : Jimmy the Gent de Michael Curtiz
- 1935 : Streamline Express de Leonard Fields